# Estação Vinateros
Vinateros é uma estação da Linha 9 do Metro de Madrid .